# Épisodes de Time After Time
Cet article présente le guide des épisodes de la série télévisée américaine Time After Time.

## Généralités
- Aux États-Unis, la saison est diffusée depuis le 5 mars 2017 sur le réseau ABC.
- Au Canada, elle est diffusée en simultané sur le réseau CTV.

## Distribution

### Acteurs principaux
- Freddie Stroma : H. G. Wells
- Joshua Bowman : Dr John Stevenson / Jack l'Éventreur
- Génesis Rodríguez : Jane Walker
- Nicole Ari Parker : Vanessa Anders
- Will Chase : Griffin Monroe
- Jennifer Ferrin (en) : Brooke Monroe

### Acteurs récurrents
- Jordin Sparks : Jesse Givens

## Épisodes

### Épisode 1: titre français officiel inconnu (Pilot)
- États-Unis /  Canada : 5 mars 2017 sur ABC[1] / CTV

- États-Unis : 2,54 millions de téléspectateurs[2] (première diffusion)

- Elliot Villar (Doug Lawson)
- Juliet Mills (Madame Nelsen)
- William Popp (Chad)
- Ben Levin (Leon)
- Sianad Gregory (Betsy)
- Richard Short (Harper)
- Franklin Ojeda Smith (Willy)

### Épisode 2: titre français officiel inconnu (I Will Catch You)
- États-Unis /  Canada : 5 mars 2017 sur ABC / CTV

- États-Unis : 2,54 millions de téléspectateurs[2] (première diffusion)

- Elliot Villar (Doug Lawson)
- William Popp (Chad)
- Bob Jaffe (Le prédicateur de l'apocalypse)
- Alexandria Collins (Bella)
- Tom Day (Carl)
- Natalie Kim (Jules Milton)

### Épisode 3: titre français officiel inconnu (Out of Time)
- États-Unis /  Canada : 12 mars 2017 sur ABC / CTV

- États-Unis : 2,26 millions de téléspectateurs[3] (première diffusion)

- Elliot Villar (Doug Lawson)
- William Popp (Chad)
- Omar Maskati (Martin Scott)
- Julee Cerda (Chase Chandler)
- Tom Day (Carl)
- Ross Lekites (Ben Lewis)
- Nicholas Baroudi (Paul)
- Barbara Kingsley (Phyllis)

### Épisode 4: titre français officiel inconnu (Secrets Stolen)
- États-Unis /  Canada : 19 mars 2017 sur ABC / CTV

- États-Unis : 1,79 million de téléspectateurs[4] (première diffusion)

- Elliot Villar (Doug Lawson)
- Mike Doyle (David Anders)
- Frances Turner (Courtney Anders)
- Omar Maskati (Martin Scott)
- Keilyn Durrel Jones (Alex)
- Tom Day (Carl)
- Hannah Tinker (Bethany)
- P.J. Sosko (Robert Holland)

### Épisode 5: titre français officiel inconnu (Picture Fades)
- États-Unis /  Canada : 26 mars 2017 sur ABC / CTV

- États-Unis : 1,87 million de téléspectateurs[5] (première diffusion)

- Omar Maskati (Martin Scott)
- Cameron Cuffe (Henry Ayers)
- Leslie Fray (Margot)
- Chinasa Ogbuagu (Le docteur de Vanessa)
- Tom Day (Carl)
- John Hutton (Cedric Myers)
- Jonathan Mielec (Nick)

### Épisode 6: titre français officiel inconnu (Caught Up in Circles)
- États-Unis /  Canada : non diffusé

- Elliot Villar (Doug Lawson)
- Omar Maskati (Martin Scott)
- Keilyn Durrel Jones (Alex)

### Épisode 7: titre français officiel inconnu (Suitcases of Memories)
- États-Unis /  Canada : non diffusé

- Elliot Villar (Doug Lawson)
- Omar Maskati (Martin Scott)
- Barrett Doss (Serena)
- Keilyn Durrel Jones (Alex)

### Épisode 8: titre français officiel inconnu (If You're Lost)
- États-Unis /  Canada : non diffusé

- Tim Guinee (Docteur Monroe)
- Mark Tallman (Montgomery)
- Annika Boras (Phyllis Holland)
- Sanjit De Silva (Hudson)
- Prema Cruz (Virginia)

### Épisode 9: titre français officiel inconnu (You Will Find Me)
- États-Unis /  Canada : non diffusé

- Tim Guinee (Docteur Monroe)
- Elliot Villar (Doug Lawson)
- Mark Tallman (Montgomery)
- Annika Boras (Phyllis Holland)
- Sanjit De Silva (Hudson)
- Piter Marek (Général Pratt)
- Prema Cruz (Virginia)

### Épisode 10: titre français officiel inconnu (Turned to Gray)
- États-Unis /  Canada : non diffusé

- Conor Leslie
- Demosthenes Chrysan (Détective Matthews)
- Nicholas J. Coleman (Ronnie)

### Épisode 11: titre français officiel inconnu (I Fall Behind)
- États-Unis /  Canada : non diffusé

- Terrence Mann (Monsieur Knox)
- Kaliswa Brewster (Agent Danielle Forbes)
- Ben Levin (Leon)

### Épisode 12: titre français officiel inconnu (Skin Deep)
- États-Unis /  Canada : non diffusé

- Kaliswa Brewster (Agent Danielle Forbes)
- Gia Crovatin (en)
- Ben Levin (Leon)